# (1396) Outeniqua
(1396) Outeniqua es un asteroide que forma parte del cinturón de asteroides y fue descubierto el 9 de agosto de 1936 por Cyril V. Jackson desde el observatorio Union de Johannesburgo, República Sudaficana.

## Designación y nombre
Outeniqua recibió al principio la designación de 1936 PF.
Más tarde se nombró por el Outeniqua, una cadena montañosa del sur de África.

## Características orbitales
Outeniqua está situado a una distancia media de 2,247 ua del Sol, pudiendo acercarse hasta 1,875 ua. Tiene una inclinación orbital de 4,494° y una excentricidad de 0,1657. Emplea 1231 días en completar una órbita alrededor del Sol.